# Ligne B du métro de Lyon
Pour les articles homonymes, voir Ligne B.
La ligne B du métro de Lyon est une ligne du réseau métropolitain de Lyon. Cette deuxième ligne, dont le premier tronçon a été ouvert en 1978, relie aujourd'hui la station Charpennes - Charles Hernu à Villeurbanne, au nord, à la station Saint-Genis-Laval Hôpital Lyon Sud, au sud. Avec une longueur de 10,1 km, il s'agit de la deuxième plus longue ligne de métro du réseau derrière la ligne D et devant la ligne A. Une extension au sud-ouest de 2,4 km avec deux nouvelles stations a été inaugurée le 20 octobre 2023. Conçue comme une antenne de la ligne A, elle a pris son identité lors de ses quatre prolongements. Il s'agit d'un métro sur pneumatiques à conduite automatique.

## Histoire

### Chronologie
- Le 28 avril 1978, inauguration de la ligne B du métro entre Charpennes et Part-Dieu.
- Le 2 mai 1978, mise en service commercial de la ligne.
- Le 14 septembre 1981, mise en service du prolongement de Part-Dieu à Jean Macé.
- Le 4 septembre 2000, prolongement de Jean Macé à Stade de Gerland.
- Le 11 décembre 2013, prolongement de la ligne de Stade de Gerland à Gare d'Oullins.
- Le 29 mai 2022, mise en service des 4 premiers MPL 16.
- Le 25 juin 2022, la ligne B devient intégralement automatique.
- Le 20 octobre 2023, prolongement de la ligne de Gare d'Oullins à Saint-Genis-Laval Hôpital Lyon Sud.

### Détails

#### Naissance et construction de la ligne B

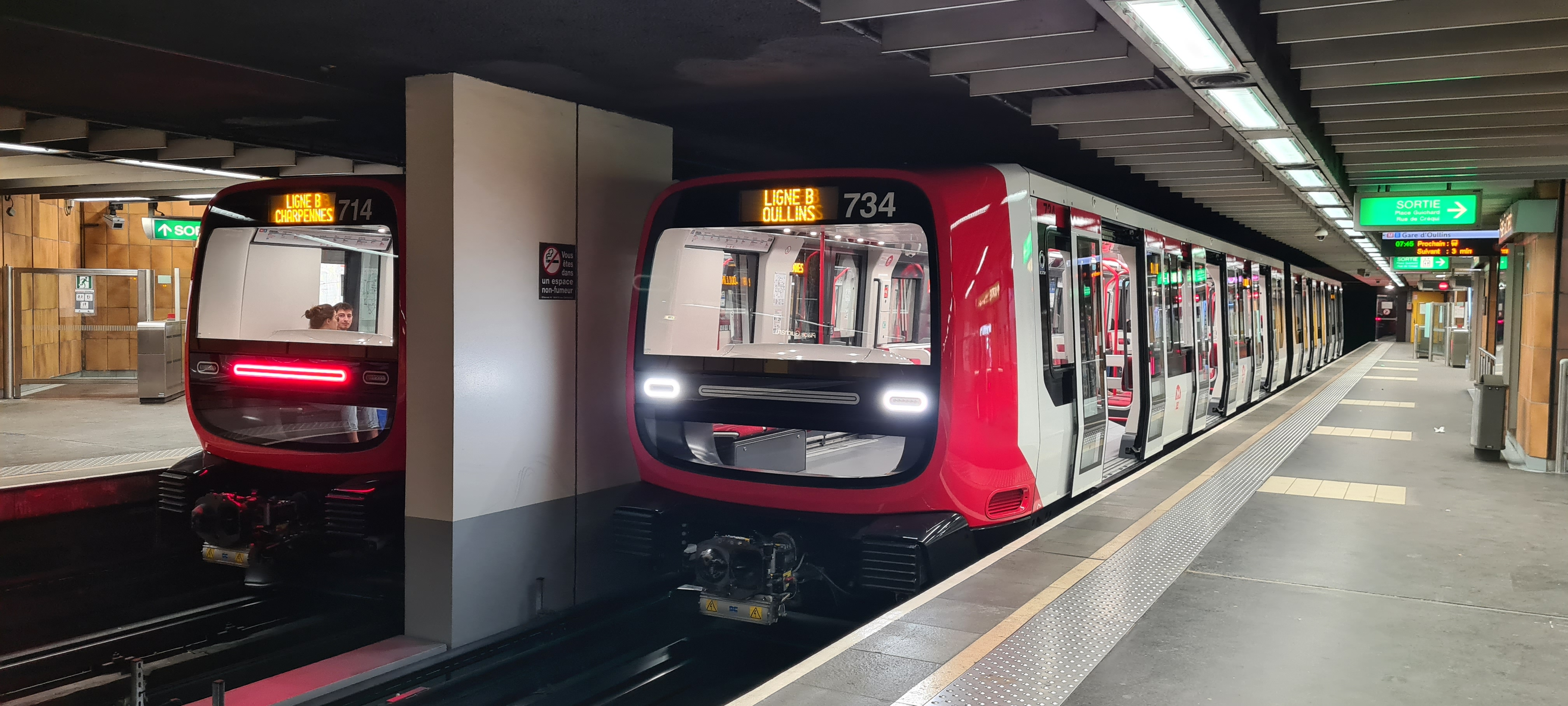
MPL 16 à la station Place Guichard (2022)

Lors de la conception de la première ligne du métro lyonnais, la desserte de la gare des Brotteaux, alors gare principale de Lyon, s'est avérée problématique. Elle était en effet située quelques centaines de mètres au sud en retrait du tracé, alors que la ligne A devait poursuivre vers l'est en direction de Villeurbanne. La solution imaginée est alors un triangle entre les stations Masséna et Charpennes permettant aux trains de desservir la gare grâce à un rebroussement. À la demande de l'État, cette antenne est ensuite prolongée d'une station au sud jusqu'à La Part-Dieu, où une importante opération d'urbanisme est prévue. Le projet à long terme est de former une boucle complète dans le centre-ville sur laquelle viendraient se brancher les différentes lignes.
La construction du centre commercial de la Part-Dieu va permettre la réalisation anticipée d'une première station et d'un tunnel prototypes entre 1969 et 1973, qui serviront de modèle pour l'ensemble du futur métro lyonnais.
Cependant, à la demande de l'État, un changement de dernière minute a lieu en 1973. Afin de réduire le coût de la première phase, l'antenne de Charpennes à Part-Dieu devient une ligne indépendante : c'est la naissance de la ligne B. La construction du triangle de raccordement est repoussée et sera finalement abandonnée. Seul vestige du projet initial, la station Charpennes est construite au même niveau que la ligne A et le raccordement est réduit à une voie pour insérer le quai de la ligne B dans l'espace restant.
Le reste de la ligne B est construit à partir de 1974 principalement selon la méthode de la tranchée couverte. Elle est inaugurée avec ses trois stations en même temps que la ligne A, le 28 avril 1978.

#### Prolongement à Jean Macé

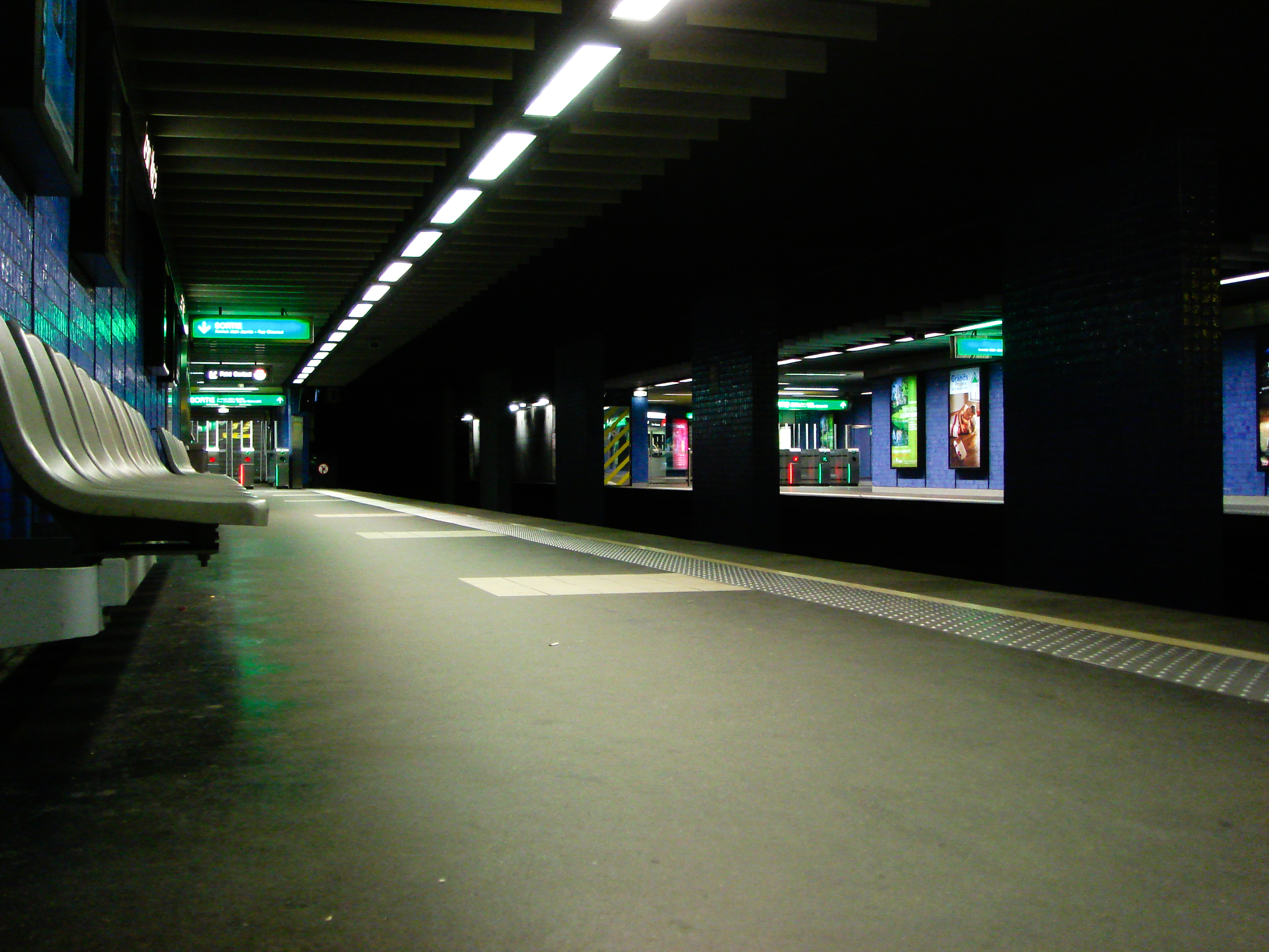
La station Jean Macé

L'installation de la nouvelle gare SNCF et le développement du quartier de la Part-Dieu incitent rapidement à la réalisation d'un premier prolongement de la ligne vers le sud de l'agglomération au niveau de la place Jean-Macé, dans le 7e arrondissement. Ce projet, qui rencontre peu d'oppositions et ne présente pas de difficultés techniques particulières, permet de renforcer l'intérêt de la courte ligne B. Les travaux se déroulent entre 1978 et 1981 avec la construction de trois nouvelles stations. L'ensemble du prolongement est établi à fleur de sol, sauf la station Saxe-Gambetta, qui est construite plus en profondeur afin d'anticiper la future correspondance avec la ligne D. Au niveau de l'îlot Servient, le tracé est volontairement choisi pour entraîner la reconstruction d'immeubles insalubres situés au dessus du tunnel.

#### Prolongement à Stade de Gerland

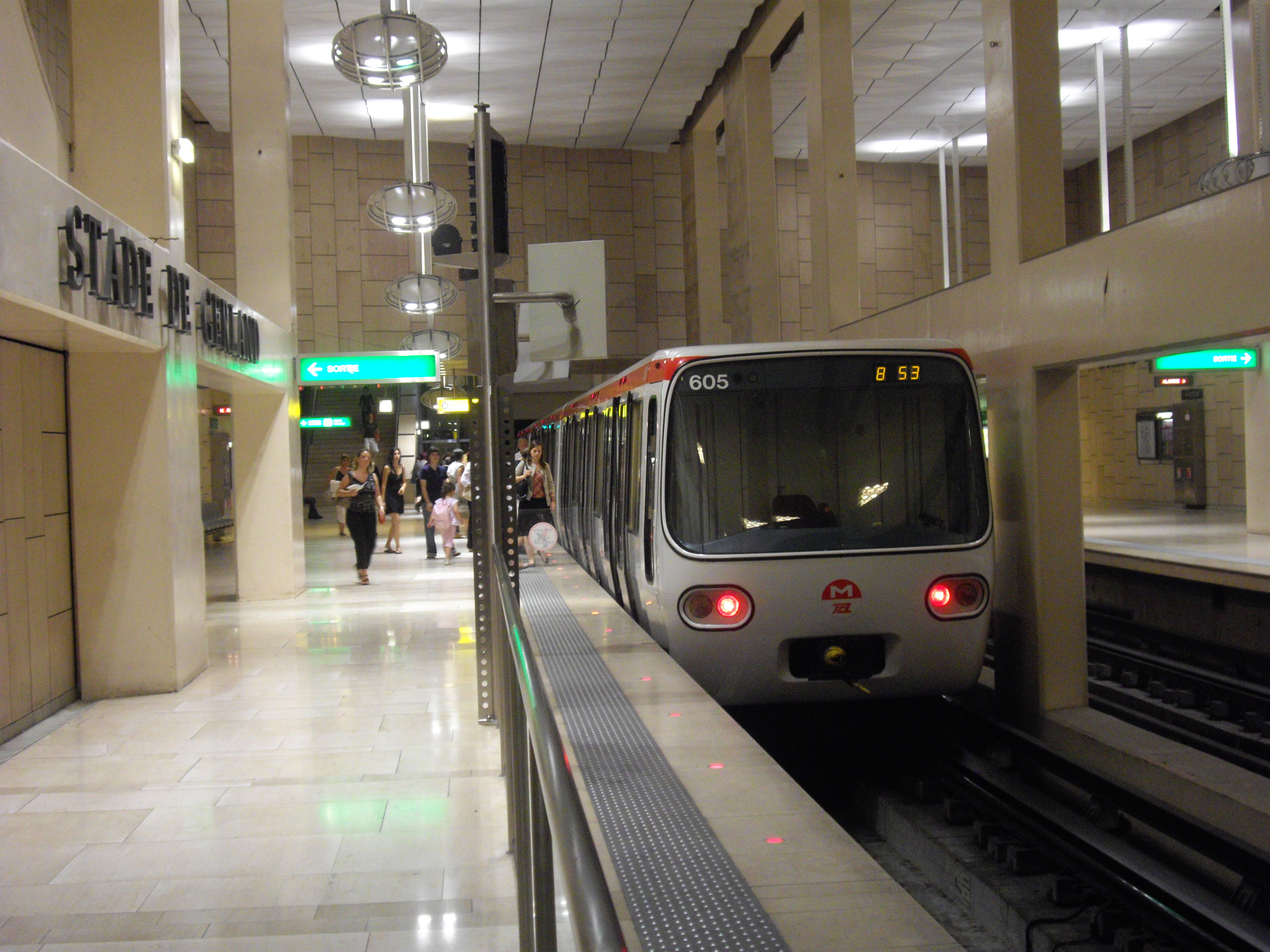
Rame MPL 75 à la station Stade de Gerland

Envisagé dès les années 1970, le lancement d'un prolongement au sud vers le quartier de Gerland est décidé en 1996. Motivé par la desserte du stade de Gerland et la requalification dans cet ancien quartier industriel, elle comprend trois nouvelles stations : Place Jean Jaurès, Debourg et Stade de Gerland. Celles-ci se distinguent par leur architecture contemporaine qui rompt avec les codes des stations antérieures. Un espace pour une quatrième station baptisée Lortet est réservé dans le tunnel au niveau de la rue éponyme, mais demeure inutilisé à ce jour. La construction de cette extension, qui n'a pas posé de difficultés particulières, s'est poursuivie selon la méthode de la tranchée couverte. La section nouvelle est inaugurée le 4 septembre 2000 par le maire de Lyon, Raymond Barre.

#### Prolongement à Gare d'Oullins

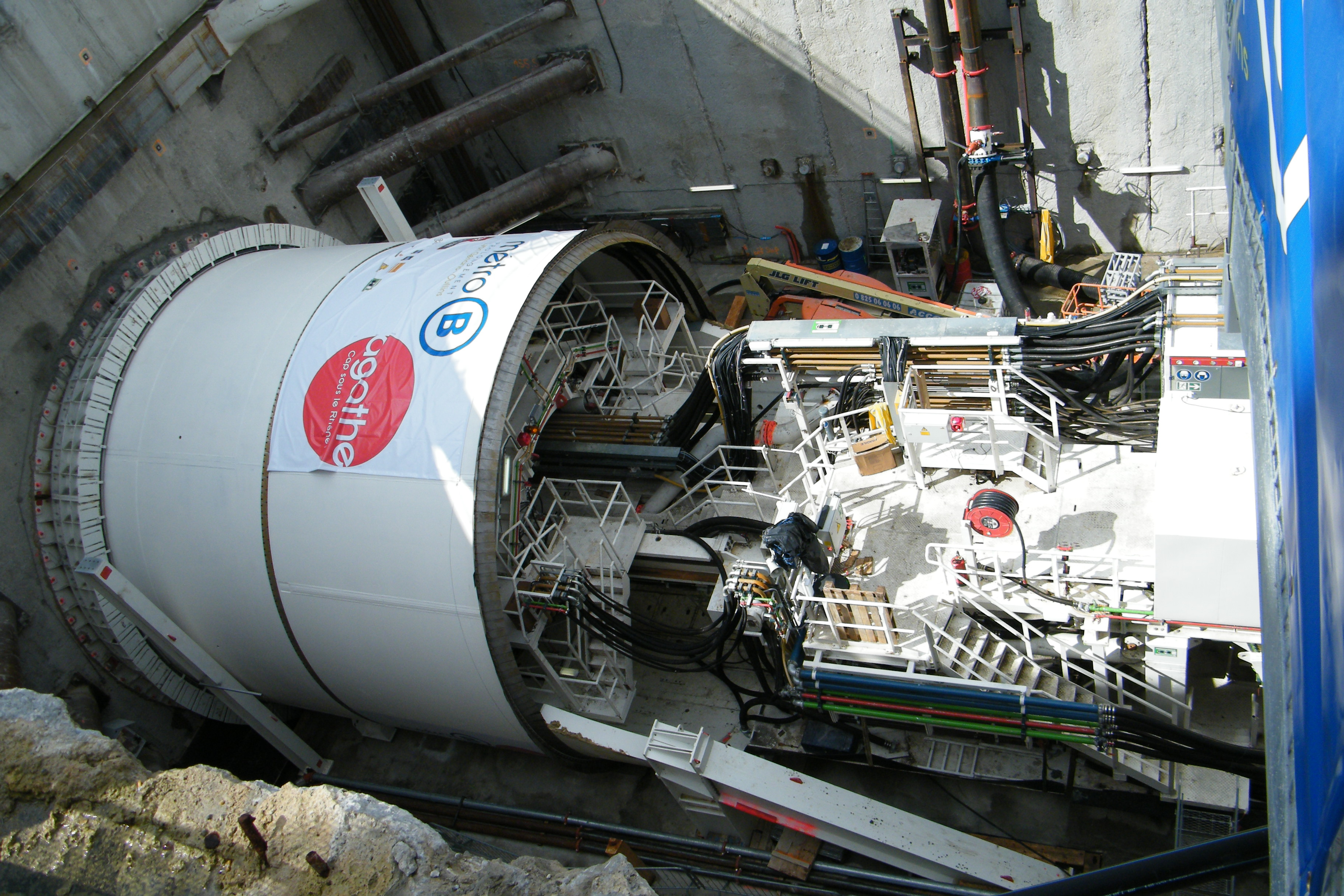
Le tunnelier Agathe prêt à percer, au parc Henry-Chabert

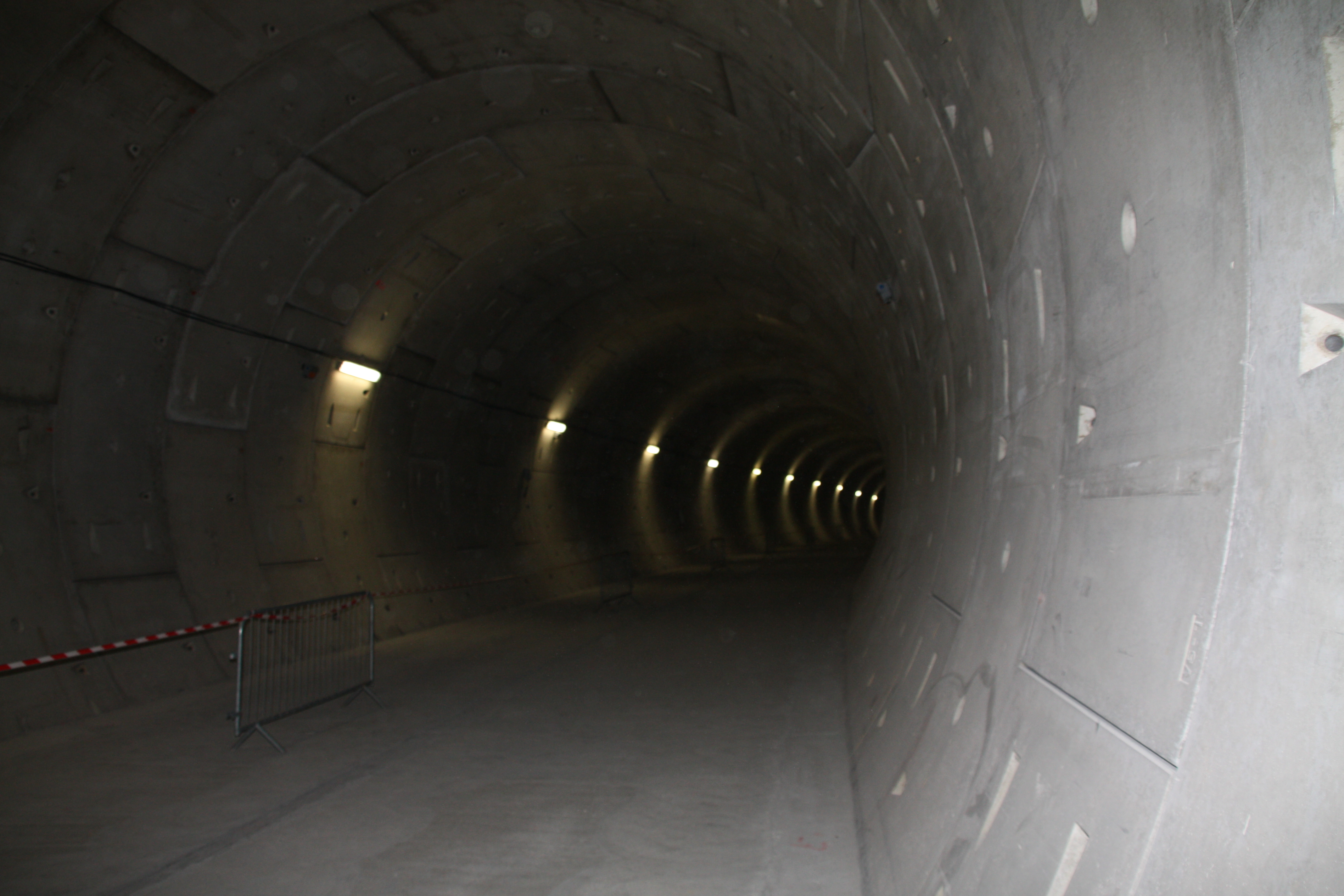
Le tube creusé en octobre 2011

Le prolongement de la ligne à la Gare d'Oullins est engagé en juillet 2009, sur la base d'un projet élaboré depuis 1989 à l'initiative de Michel Noir, et mis en service fin 2013. Le projet a un coût de 222 millions d'euros hors taxes pour un prolongement de 1,7 km de ligne (incluant la réalisation d'une traversée sous-fluviale sous le Rhône),,.
Il relie la gare d'Oullins à la station Part-Dieu en moins de 15 minutes et allège appréciablement le trafic dans Oullins et la Mulatière. Le SYTRAL compte en effet 22 000 voyageurs par jour dans la nouvelle station (et estime à 15 000 véhicules par jour la réduction du trafic automobile, soit une économie de 1,23 million de tonnes de CO2 par an). Le prolongement est financé par le SYTRAL, et bénéficie d'une subvention de l'État de 5,5 millions d'euros (soit 2 % du projet), obtenue au titre du Grenelle de l'environnement.
La station nommée Plaine des Jeux de Gerland est créée, mais n'est pas desservie. Elle est clairement visible depuis qu'il est possible de se mettre à l'avant du métro. Elle a servi initialement à la descente du tunnelier vers Gerland.
Le passage sous le Rhône se fait dans un tunnel unique pour les deux sens de circulation du métro. Les travaux de construction du tunnel ont été réalisés par un groupement d'entreprises piloté par Chantiers Modernes (groupe Vinci). Le forage est réalisé par un tunnelier, construit par la société Herrenknecht A.G..
Le percement du tunnel sous-fluvial commence en septembre 2010 et s'achève le 2 mars 2011, date à laquelle le tunnelier atteint la station Gare d'Oullins, après cinq mois de creusement,. L'excavation de 9,50 m de diamètre permet la réalisation d'un tunnel de 8,35 m de diamètre interne. Le tunnel présente une rampe maximale de 60 ‰ et atteint une profondeur maximale de 17 mètres sous le lit du fleuve (soit 35 m environ sous la surface du Rhône). Le sous-sol est essentiellement constitué d'alluvions et de molasses. Au-delà du terminus, situé à la Saulaie, dans un site de 13 ha dépendant des anciennes installations ferroviaires d'Oullins, le tunnelier a également creusé le tunnel des installations d'arrière-gare sur 300 m dans du granite jusqu'au puits Orsel dans la grand rue d'Oullins. Puis il est démonté et évacué du tunnel.
À partir du printemps 2012, sont réalisés les aménagements fonctionnels du tunnel (voie ferrée, signalisation, aménagement de la station Oullins-Gare) et le recouvrement des puits d'entrée et de sortie du tunnelier.
Un pôle d'échanges intermodal est construit sur le terminus de la ligne, comprenant : la gare d'Oullins, la station de métro, une gare routière de (4 500 m2), et deux parcs relais de 450 places.
La marche à blanc débute dans la nuit du 27 au 28 mars 2013.
La mise en service a lieu le 11 décembre 2013 à 14 h respectant ainsi la date annoncée dès le départ du projet et marquant la succession de nombres 11 12 13 14.

#### Automatisation et renouvellement du matériel roulant

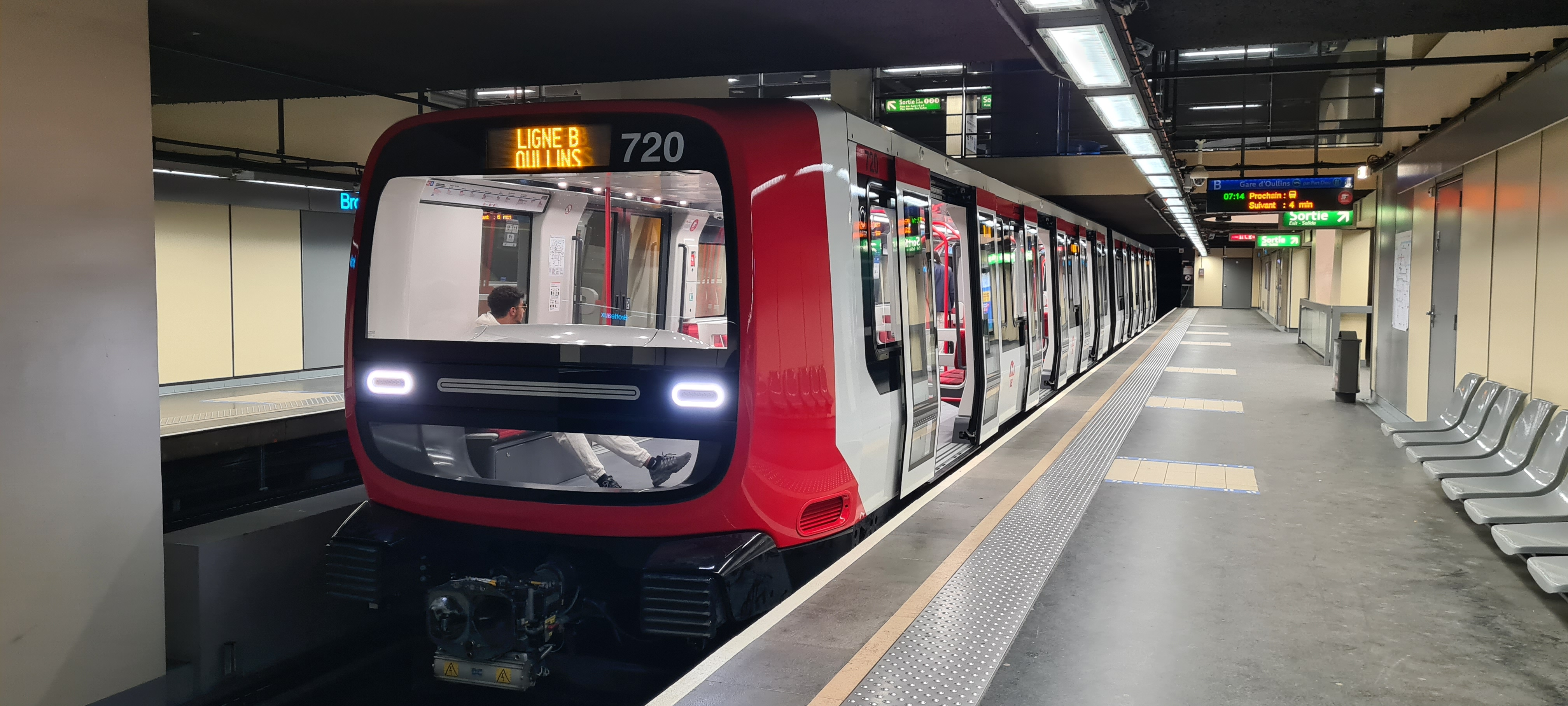
MPL 16 à la station Brotteaux.

Dans son plan de mandat 2015-2020, le SYTRAL a émis le souhait de remplacer les rames MPL 75 de la ligne B, circulant depuis son ouverture en 1978, par de nouvelles rames équipées de Pilotage automatique intégral (PAI). L'autorité organisatrice présente en avril 2017 le plan Avenir Métro, dans lequel il prévoit entre autres l'automatisation intégrale de la ligne B et la commande de nouvelles rames automatiques MPL 16 fabriquées par Alstom. La ligne B automatisée est prévue pour être équipée des nouvelles rames MPL 16, composées de deux voitures dotées d'une intercirculation, susceptibles d'être couplées afin d'obtenir un train de quatre voitures donc de plus grande capacité ; il est alors prévu d'utiliser ce procédé en heure de pointe.
À partir de septembre 2018, l'exploitation de la ligne est interrompue le soir de certains jours de la semaine et partiellement le week-end pour les travaux d'automatisation,,. Avec la réception des premières rames MPL 16 à partir du 25 avril 2019,, l'automatisation est prévue d'abord pour 2020,, mais les travaux nécessitant l'interruption partielle du trafic se poursuivent jusqu'en 2022,,,. À partir du 29 mai 2022, des rames intégralement automatiques (sans conducteur) à deux voitures MPL 16 circulent sur la ligne B en service commercial : dans un premier temps, uniquement le dimanche, puis à partir du 10 juin, tout le week-end, et les MPL 75 semi-automatiques (avec conducteur) poursuivent l'exploitation les autres jours. Depuis le 25 juin 2022, la ligne est intégralement automatisée et équipée uniquement de rames MPL 16. Les rames MPL 75 libérées devraient être partiellement redéployées sur la ligne A pour renforcer sa capacité.

#### Prolongement à Saint-Genis-Laval
Une étude pour une extension vers le centre hospitalier Lyon Sud Jules Courmont et Saint-Genis-Laval avait été lancée par le Sytral, dans les années 2000. Selon une délibération du SYTRAL débattue le 24 septembre 2014, les travaux commenceraient alors en 2018 pour se terminer en 2022 ou 2023 pour un coût de 300 millions d'euros avec deux stations supplémentaires : « Oullins Centre » et « Saint-Genis-Laval Hôpitaux Sud ».
La CNDP est saisie du projet par une lettre du 27 octobre 2014 et décide qu'il n'y a pas lieu d'organiser un débat public sur ce projet de caractère local et recommande au maître d'ouvrage d'organiser une concertation sous l'égide d'un garant qu'elle désignera. Cette concertation préalable se déroule du 12 janvier au 11 février 2015.
Le projet d'extension fait partie du plan de mandat 2015-2020 du SYTRAL adopté en décembre 2014. L'enquête publique s'est déroulée du 12 octobre au 13 novembre 2015. Le projet est déclaré d'utilité publique le 27 mai 2016.
L'objectif est alors une mise en service du prolongement à la mi-2023, avec les déviations de réseaux en 2018 et un début des travaux de génie civil en janvier 2019. Le chantier est officiellement lancé le 12 octobre 2018. Le tunnelier Coline a commencé à creuser le 29 novembre 2019 les 2,5 kilomètres de prolongement et a achevé le percement du tunnel le 12 mai 2021 en arrivant au puits Orsel. Deux jours plus tard, le 14 mai, le journal Le Progrès fait état de la fragilisation d'un immeuble de la rue de la République, à proximité du puits Orsel, provoquée par l'arrivée du tunnelier à celui-ci, nécessitant le relogement, par précaution, des six occupants par le SYTRAL. La première soudure de rail du prolongement est effectuée le 8 décembre 2021 tandis que l'ouverture à l'exploitation est prévue en octobre 2023.
Les travaux sur les voies pour ce prolongement nécessitent l'interruption du trafic certains soirs de la semaine durant l'été 2022, prenant la suite des interruptions pour l'automatisation de la ligne. Le 28 novembre 2022, la dernière soudure de rails est effectuée, marquant la fin de cette partie de réalisation de la voie, après 1 600 soudures et la pose de 1 500 tonnes de rails tandis que les finitions courront jusqu'en mars 2023. À cette date, le calendrier de l'avancement des travaux est annoncé, une fin des travaux au début du printemps 2023 et une marche à blanc à partir de la rentrée 2023. La mise en service a eu lieu le 20 octobre 2023.

## Tracé et stations

### Tracé
La ligne B du métro de Lyon a un tracé orienté globalement nord-sud. De longueur moyenne, elle est plutôt sinueuse dans sa section d'origine et en ligne droite dans sa partie la plus récente au sud avant d'aborder une grande courbe en tunnel sous le Rhône.
L'origine de la ligne B se situe à Villeurbanne, à la station Charpennes - Charles Hernu ; la ligne part en antenne de la ligne A, la station terminale à voie unique étant située en courbe sous le sud de la place Charles Hernu, et s'oriente vers le sud-ouest sous la rue des Émeraudes et franchit la voie ferrée au nord de l'ancienne gare des Brotteaux.
Elle s'incline alors au sud en s'enfonçant un peu plus profondément sous la place Jules Ferry, dessert la station Brotteaux sous une mezzanine, continue vers le sud sous la rue Lalande, puis sous la centrale de chauffage urbain au sud du cours Lafayette. Elle vire à l'ouest sous les immeubles au sud de la rue de Bonnel (Place de Milan), puis traverse en profondeur le boulevard Vivier-Merle avant de s'engager en deuxième sous-sol sous le centre commercial de la Part-Dieu, où se situe la station Gare de la Part-Dieu - Vivier Merle.
Le tracé se prolonge vers l'ouest sous la rue Dunoir en se rapprochant de la surface, puis s'oriente au sud-ouest sous la rue Moncey, traverse en diagonale la place Guichard desservie par une station, avant de rejoindre l'avenue de Saxe.
La ligne prend alors une orientation franche au sud, s'enfonce sous la ligne D juste avant la station Saxe - Gambetta. Elle tourne légèrement (sud-sud-ouest) et file en ligne droite sur 3,2 kilomètres sous l'avenue Jean Jaurès jusqu'à Stade de Gerland – Le LOU. Elle emprunte ensuite la section la plus récente, passe sous le parc Henry-Chabert, où se trouve un emplacement réservé pour une station, avant de tourner vers l'ouest en plongeant sous le Rhône pour rejoindre Gare d'Oullins, puis Oullins Centre (la 2e station la plus profonde du métro lyonnais) et Saint-Genis-Laval Hôpital Lyon Sud, terminus de la ligne.

### Liste des stations
Les stations de métro de la ligne sont présentées du nord au sud :
|  |   |  | Stations                           | Lat./Long.                  | Communes desservies   | Correspondances                                  |
|  | - |  | ---------------------------------- | --------------------------- | --------------------- | ------------------------------------------------ |
|  | ■ |  | Charpennes - Charles Hernu         | 45° 46′ 14″ N, 4° 51′ 48″ E | Villeurbanne          | ,                                                |
|  | • |  | Brotteaux                          | 45° 46′ 01″ N, 4° 51′ 34″ E | Lyon 6e               | ,                                                |
|  | • |  | Gare Part-Dieu - Vivier Merle      | 45° 45′ 42″ N, 4° 51′ 28″ E | Lyon 3e               | , Cars Région X75, TGV, TER Auvergne-Rhône-Alpes |
|  | • |  | Place Guichard - Bourse du Travail | 45° 45′ 33″ N, 4° 50′ 51″ E | Lyon 3e               | ,                                                |
|  | • |  | Saxe - Gambetta                    | 45° 45′ 14″ N, 4° 50′ 49″ E | Lyon 3e et Lyon 7e    | ,                                                |
|  | • |  | Jean Macé                          | 45° 44′ 47″ N, 4° 50′ 33″ E | Lyon 7e               | , TER Auvergne-Rhône-Alpes                       |
|  | • |  | Place Jean Jaurès                  | 45° 44′ 15″ N, 4° 50′ 14″ E | Lyon 7e               | ,                                                |
|  | • |  | Debourg                            | 45° 43′ 52″ N, 4° 50′ 00″ E | Lyon 7e               | ,                                                |
|  | • |  | Stade de Gerland – Le LOU          | 45° 43′ 36″ N, 4° 49′ 51″ E | Lyon 7e               | ,                                                |
|  | • |  | Gare d'Oullins                     | 45° 43′ 00″ N, 4° 48′ 53″ E | Oullins-Pierre-Bénite | , 6E , 165,TER Auvergne-Rhône-Alpes,             |
|  | • |  | Oullins Centre                     | 45° 42′ 51″ N, 4° 48′ 19″ E | Oullins-Pierre-Bénite | , 165 220,                                       |
|  | ■ |  | Saint-Genis-Laval Hôpital Lyon Sud | 45° 42′ 01″ N, 4° 48′ 18″ E | Saint-Genis-Laval     | Ligne C205, 214, ,                               |

### Stations à thème ou particulières

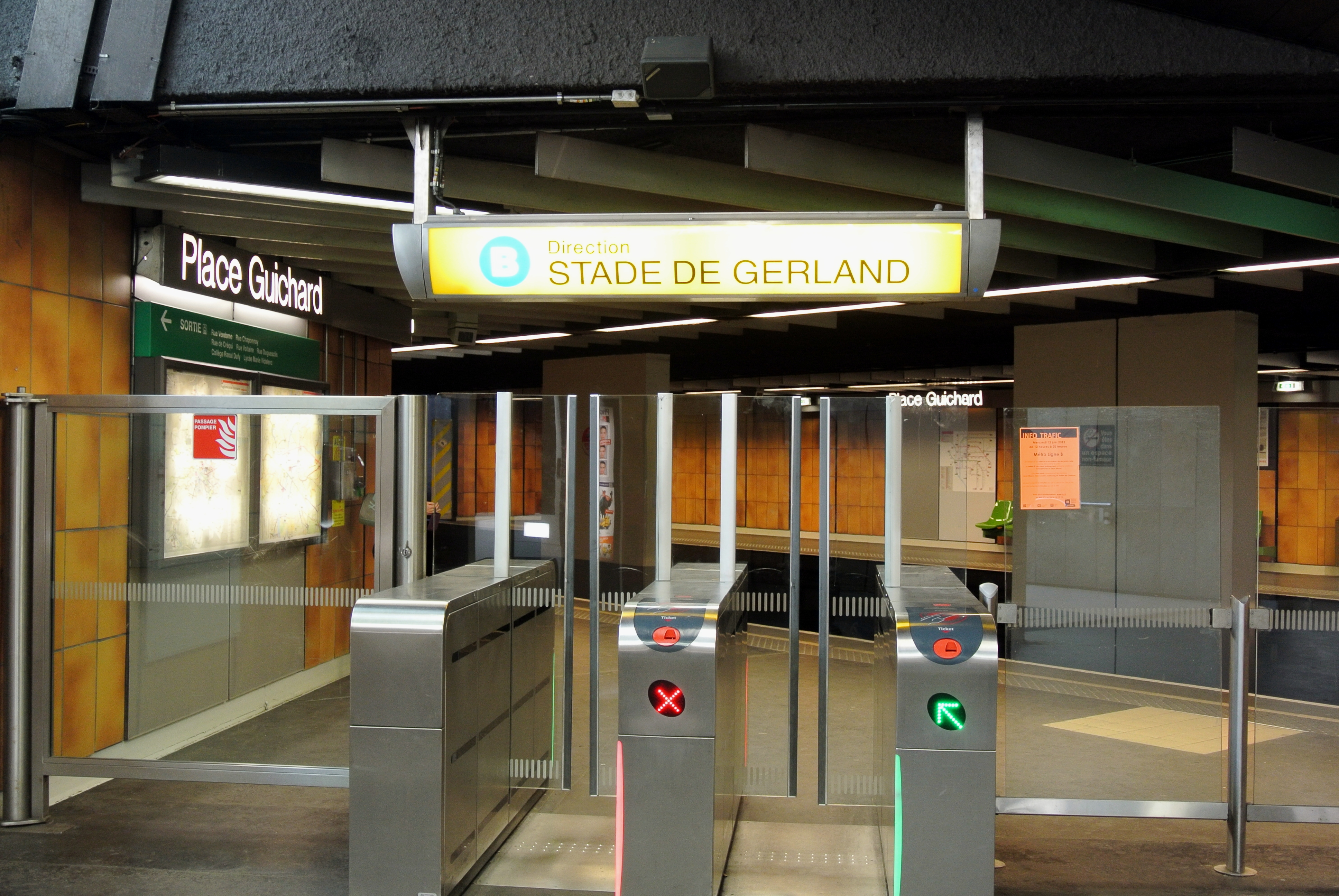
Entrée du quai à la station Place Guichard - Bourse du Travail

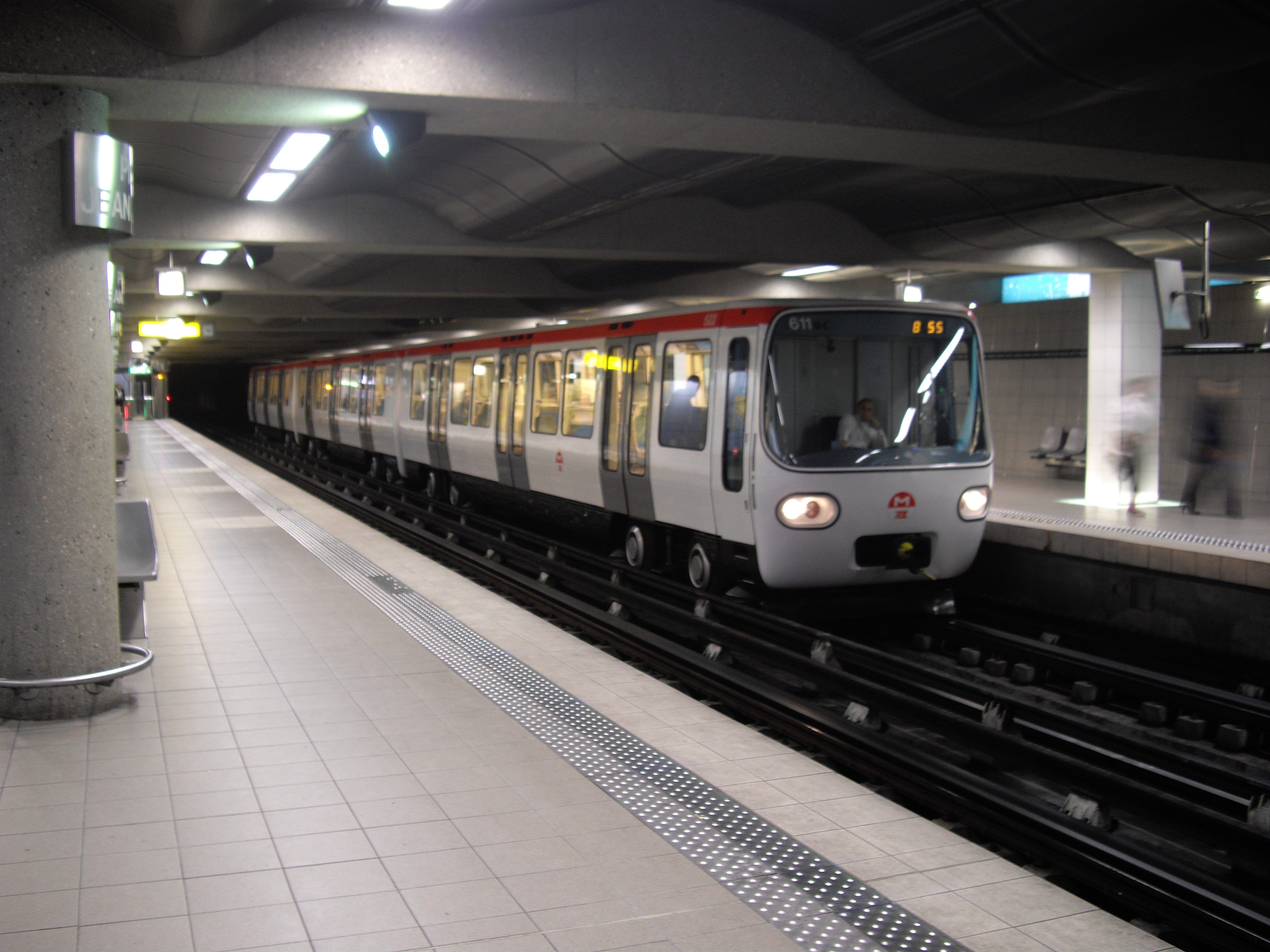
La station Place Jean Jaurès

Les stations ont un niveau de décoration qui les classe en trois catégories correspondant aux trois dates de mise en service : les stations de 1978 n'ont pas de décoration particulière ; celles de 1981 possèdent quelques éléments « améliorés » dans une structure classique. Les stations construites par la suite ont fait l'objet d'un travail plus soigné des architectes. Indépendamment de la décoration, certaines ont des points particuliers.
- Charpennes - Charles Hernu est un terminus établi à voie et quai uniques (comme Cuire sur la ligne C) ; cette configuration est difficilement compatible avec les fréquences de circulation de la ligne aux heures de pointe ; elle ne permet plus aucun prolongement vers le nord à moins d'engager de lourds travaux de génie civil.
- Brotteaux se situe au 2e sous-sol ; construite en prévision d'un trafic élevé du fait de l'ancienne gare, fermée en 1983, elle est aujourd'hui très peu fréquentée.
- Part-Dieu est construite au niveau le plus bas du centre commercial, ce qui en a fait la première station construite des lignes A et B ; par la suite, une sortie a été aménagée devant la gare, moyennant le seul long couloir de correspondance et trottoir roulant du métro de Lyon. Cependant, en raison des travaux de réaménagement de la gare SNCF, le couloir est fermé depuis le 23 février 2018 et rouvrira après l'aménagement du futur niveau inférieur de la Place Charles-Béraudier.
- Place Guichard - Bourse du Travail, aménagée en diagonale de la place, est équipée de grandes baies vitrées permettant à la station de bénéficier de la lumière naturelle. Des vitraux séparent les accès des quais.
- Saxe - Gambetta est la seule station des années 1980 qui a été traitée de façon plus complète que les autres : grands volumes au-dessus des voies dans le prolongement de la mezzanine et sculpture de Jacques Bouget. Elle se situe au 2e sous-sol.
- Jean Macé, un des poteaux centraux est décoré d'une mosaïque.
- Place Jean Jaurès est conçue autour du thème du voyage, avec des cartes du monde et des lettres géantes formant le mot « ITINÉRAIRE ».
- Debourg : Si elle conserve la structure classique avec les poteaux centraux entre les deux voies, la station rappelle l'architecture industrielle du XIXe siècle avec des piliers métalliques.

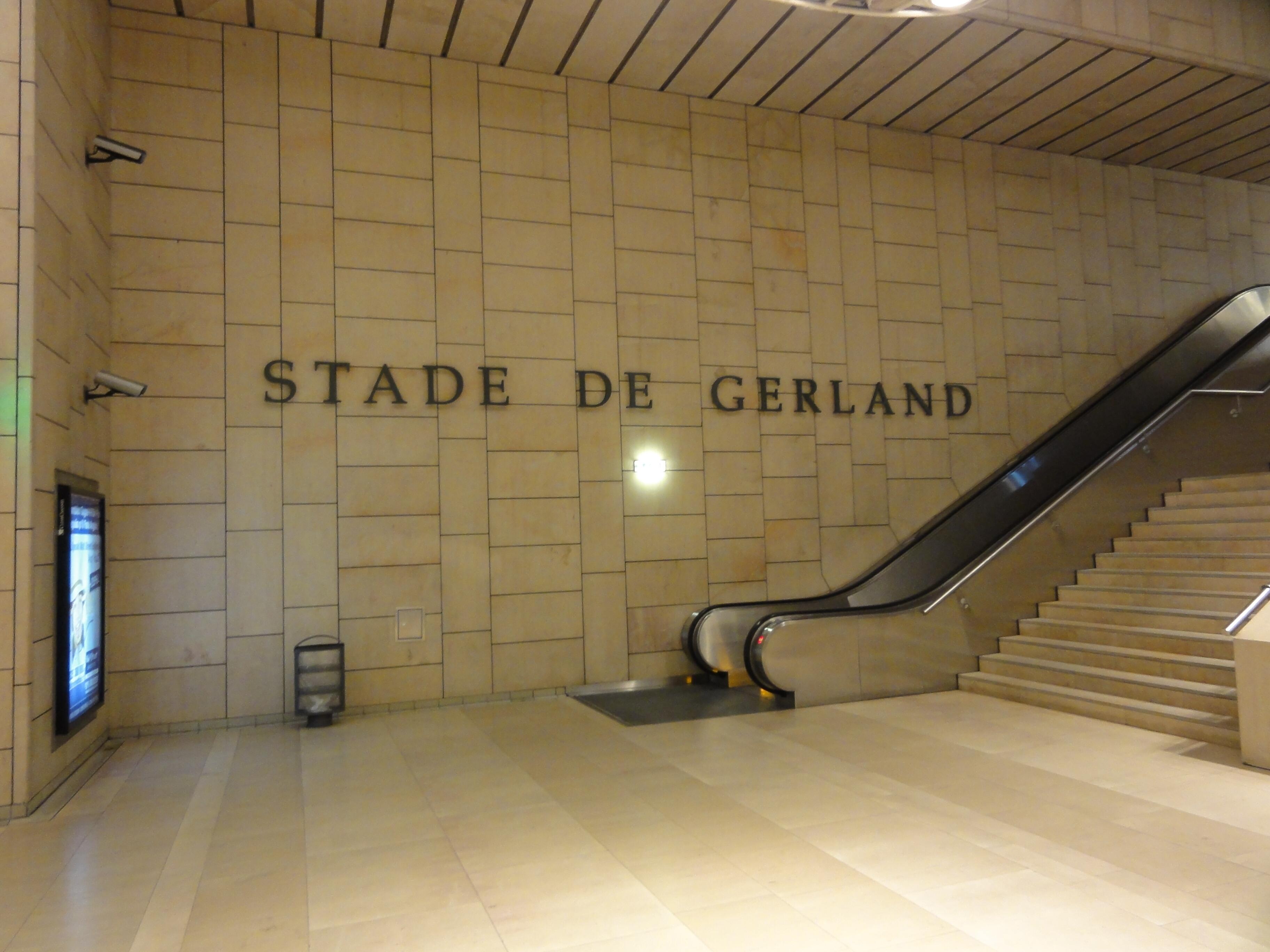
Les larges accès de la station Stade de Gerland pour gérer l'afflux de visiteurs lors des matchs

- Stade de Gerland – Le LOU, de couleur ocre et de style très sobre, est une station aux quais très larges, conçue en prévision d'une forte fréquentation lors des soirs de matchs au stade éponyme.
- Gare d'Oullins, habillée de matériaux inaltérables et faciles d'entretien.
- Oullins Centre, habillée d'éléments en bois. L'utilisation de ce matériau constitue une première pour le métro de Lyon.
- Saint-Genis-Laval Hôpital Lyon Sud, dont la structure est intégrée à un parc-relais sur 5 étages. Les parois de la station sont en béton et ont été coulées dès l'origine dans leur style définitif. Les bancs de cette stations sont en bois.

### Stations fantômes ou jamais ouvertes

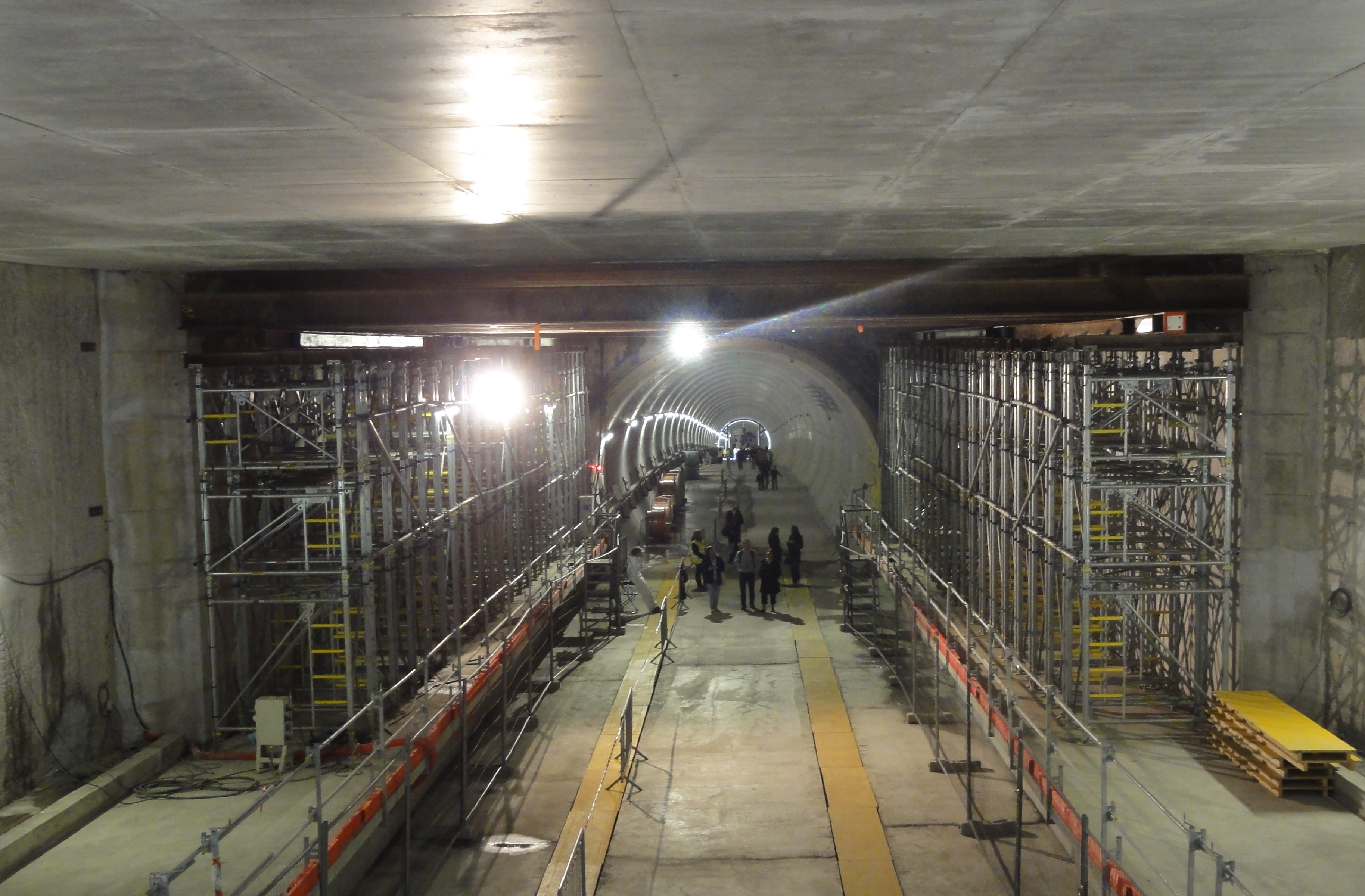
La station fantôme Plaine des Jeux lors des travaux du prolongement vers Gare d'Oullins

Lors des prolongements successifs de la ligne, des réservations ont été faites pour pouvoir créer deux stations supplémentaires dans le quartier de Gerland en cas de futurs besoins. En effet, ce quartier connaît, depuis les années 2000, un développement économique et démographique important (création de La ZAC du Bon Lait, nombreuses constructions immobilières). Ces réservations pourraient ainsi donner naissance aux stations suivantes :
- La station Lortet située au carrefour des rues Jean Jaurès et Lortet. L'emplacement de cette éventuelle station est matérialisé par élargissement de quelques centimètres du tunnel sur une longueur de 75 m à mi-chemin des stations Jean Macé et Jean Jaurès. Sur la voie 2 (direction Charpennes) le signal ferroviaire répétiteur R24 marque la limite nord de la « future » station Lortet. Cette station nécessiterait d'importants travaux de génie civil pour pouvoir être créée, avec notamment l'élargissement indispensable du cadre en béton du tunnel pour pouvoir implanter les quais et les accès pour le public.
- La station Plaine des Jeux située environ 500 m après la station Stade de Gerland – Le LOU (entre les PK 111,140 et 111,215), n'est autre que le puits de descente du tunnelier. Elle desservirait le parc Henry-Chabert et les futures habitations d'un nouveau quartier Plaine des Jeux. L'emplacement de cette station est matérialisé par un élargissement du cadre en béton du tunnel permettant d'accueillir les éventuels quais. Cependant, les accès pour le public devraient être créés pour qu'elle puisse être mise en service.

SYTRAL Mobilités n'a pas planifié dans le temps l'ouverture éventuelle de ces stations, qui pourraient même ne jamais voir le jour.

### Raccordements
La ligne B bénéficie de deux raccordements avec d'autres lignes.
Le premier se situe à la station Charpennes avec la ligne A. Cette liaison, datant de l'origine de la ligne, devait servir en exploitation commerciale pour des services directs de la Presqu'Île vers les Brotteaux dans les premiers projets du réseau, et sert quotidiennement pour rejoindre les ateliers de la Poudrette.
Le second est nettement plus récent : il a été construit à l'occasion de la réalisation de la ligne D, sur laquelle il est branché. Établi sous l'avenue Félix-Faure, il aboutit sur la voie 1 direction Saint-Genis-Laval Hôpital Lyon Sud au sud de la station Saxe - Gambetta.

### Ateliers
Les ateliers de la ligne B sont partagés avec la ligne A : il s'agit des ateliers de la Poudrette, à l'extrémité est de la ligne A. Ceci implique que pour aller, quotidiennement pour le garage, ou au besoin pour la maintenance, les rames de la ligne B doivent emprunter le raccordement de Charpennes et les voies de la ligne A entre Charpennes et la Soie.

### Plan de voies
La ligne est à voie double, à l'exception du terminus Charpennes, établi en voie unique.

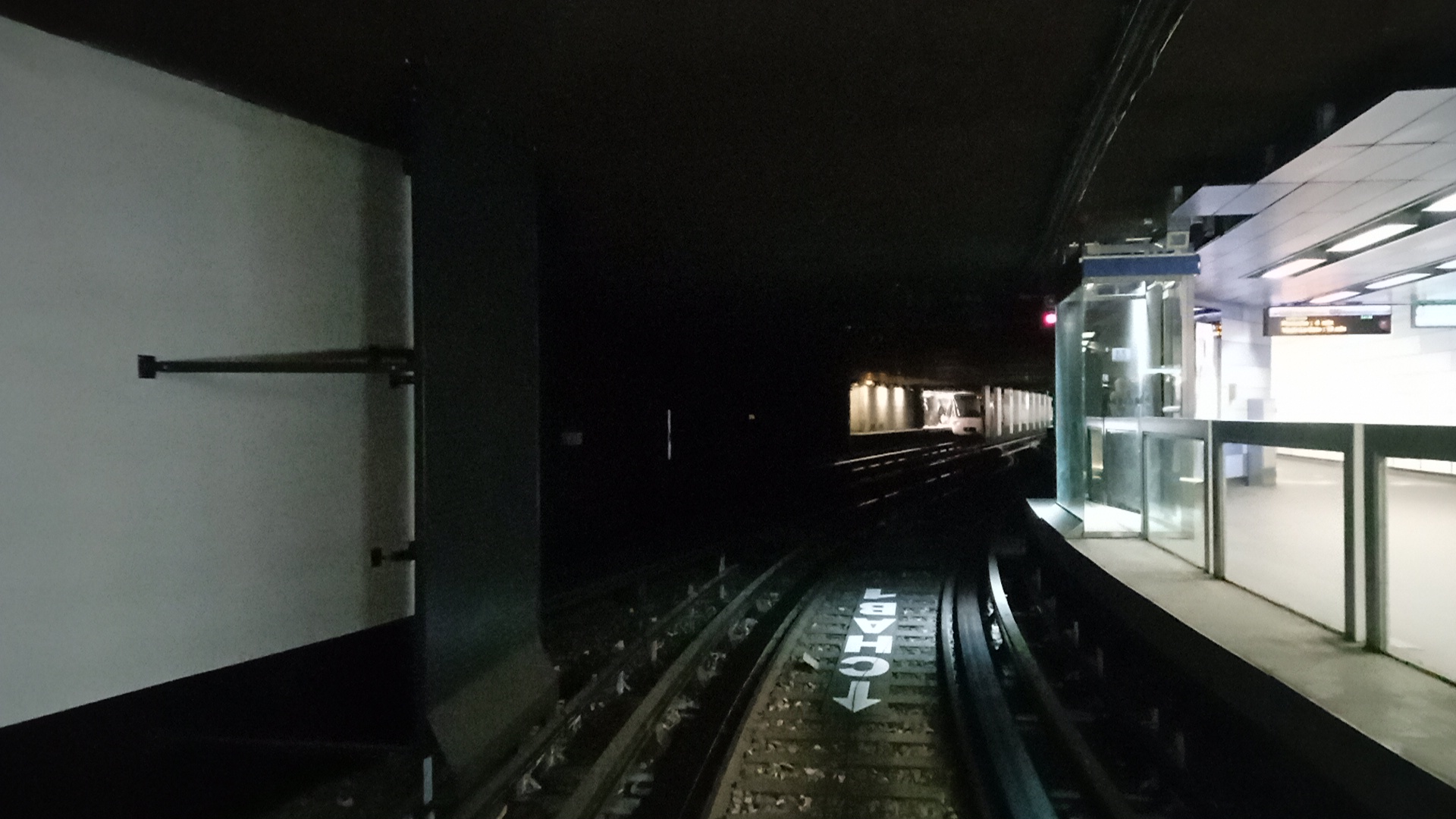
Raccordement de Charpennes vu depuis la ligne B.

Les communications entre les deux voies sont assez nombreuses :
- à l'ouest de Part-Dieu (le terminus d'origine) ;
- au nord et au sud de Jean Macé ;
- au nord et au sud de Stade de Gerland ;
- au nord et au sud de Gare d'Oullins ;
- au sud de Saint-Genis-Laval Hôpital Lyon Sud[44].

## Exploitation
Le temps de parcours total est de 19 minutes entre terminus. La fréquence est d'une rame toutes les 2 minutes et 20 secondes le matin et 2 minutes et 17 secondes le soir en heure de pointe, de 3 à 4 minutes aux heures creuses et jusqu'à 8 minutes à partir de 20 h 28,.

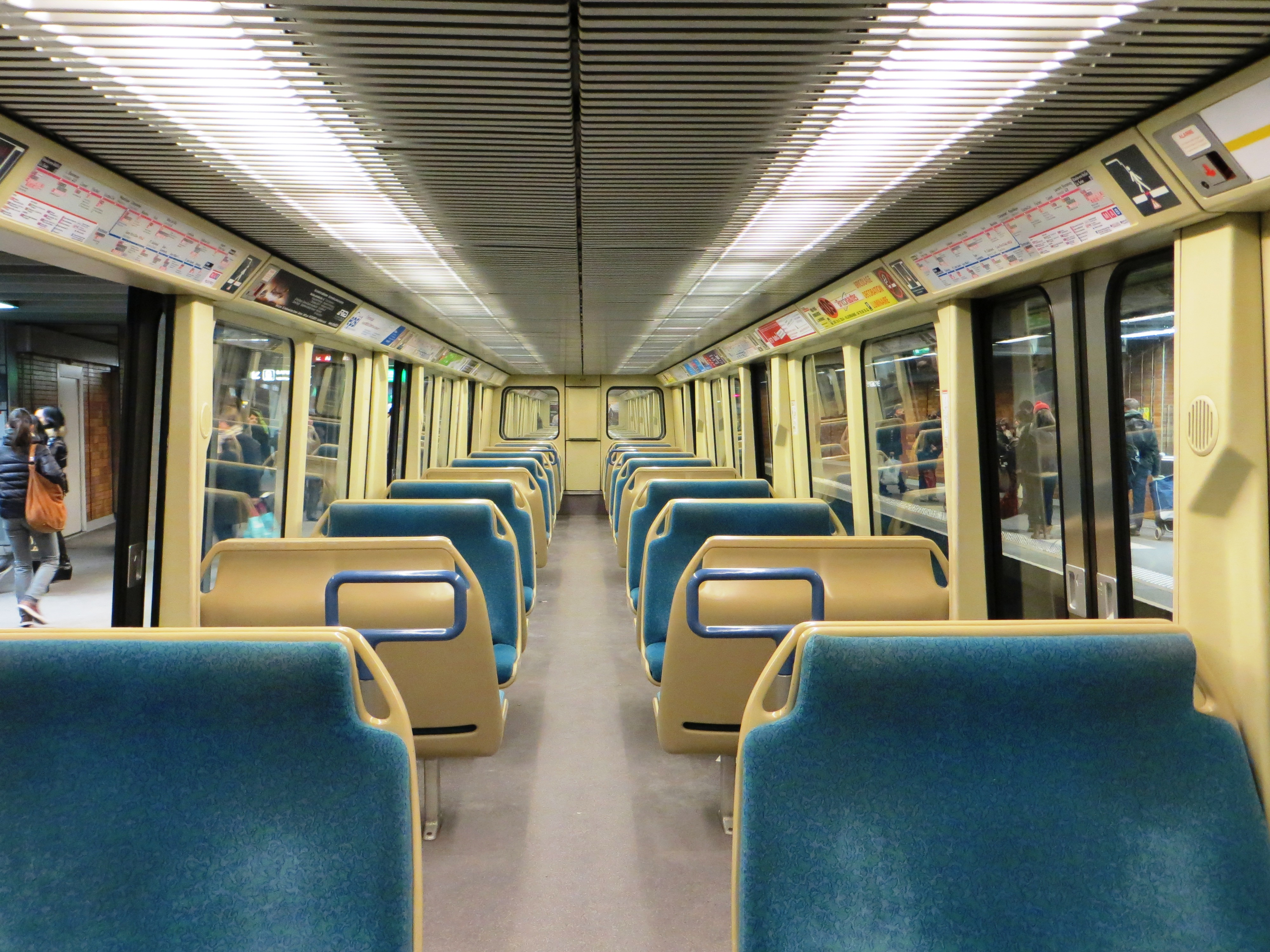
MPL 75 des lignes A et B de première rénovation (1997-2002)

### Matériel roulant
De l'ouverture de la ligne en 1978 jusqu'au passage au Pilotage automatique intégral (PAI) en 2022, le matériel était constitué de 32 rames de type MPL 75 (Métro Pneu Lyon année 1975), partagées avec la ligne A. Ces rames sont composées de trois voitures : deux motrices encadrant une remorque.
De mars 2011 à décembre 2013, un réaménagement des MPL 75 des lignes A et B a eu lieu, avec la modification de l'intérieur des rames existantes pour les transformer comme ceux de la ligne D (réaménagée elle-même entre 2008 et 2010). L'opération a eu lieu à la fréquence d'une nouvelle rame toutes les 4 à 5 semaines.
Les rames offraient avant leur réaménagement une capacité de 160 places assises et 224 places debout environ (4 personnes/m2), soit un total de 384 voyageurs). Fin 2013, elles bénéficient de 114 places assises et 314 places debout environ (soit un total de 428 voyageurs). Cela représente une hausse de la capacité des rames d'environ 10 à 12 %.

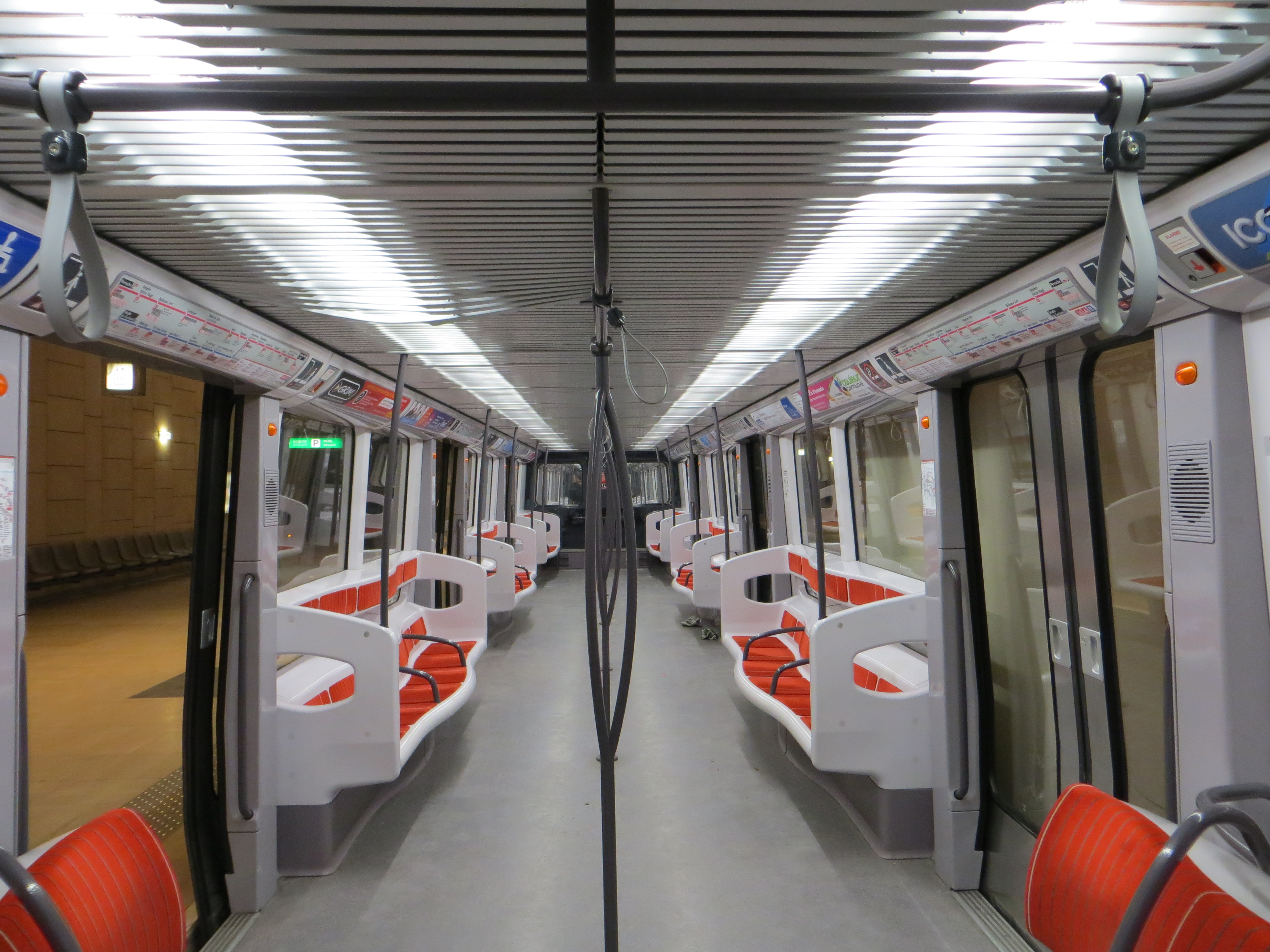
MPL75 des lignes A et B de seconde rénovation (2011-2013)

Certains jours depuis le 29 mai 2022 (le dimanche, puis tout le week-end), et complètement depuis le 25 juin 2022, la ligne est intégralement automatisée et équipée de 22 rames MPL 16. Un total de 36 rames a été commandé auprès d'Alstom en vue du prolongement de la ligne jusqu'à Saint-Genis-Laval en octobre 2023.

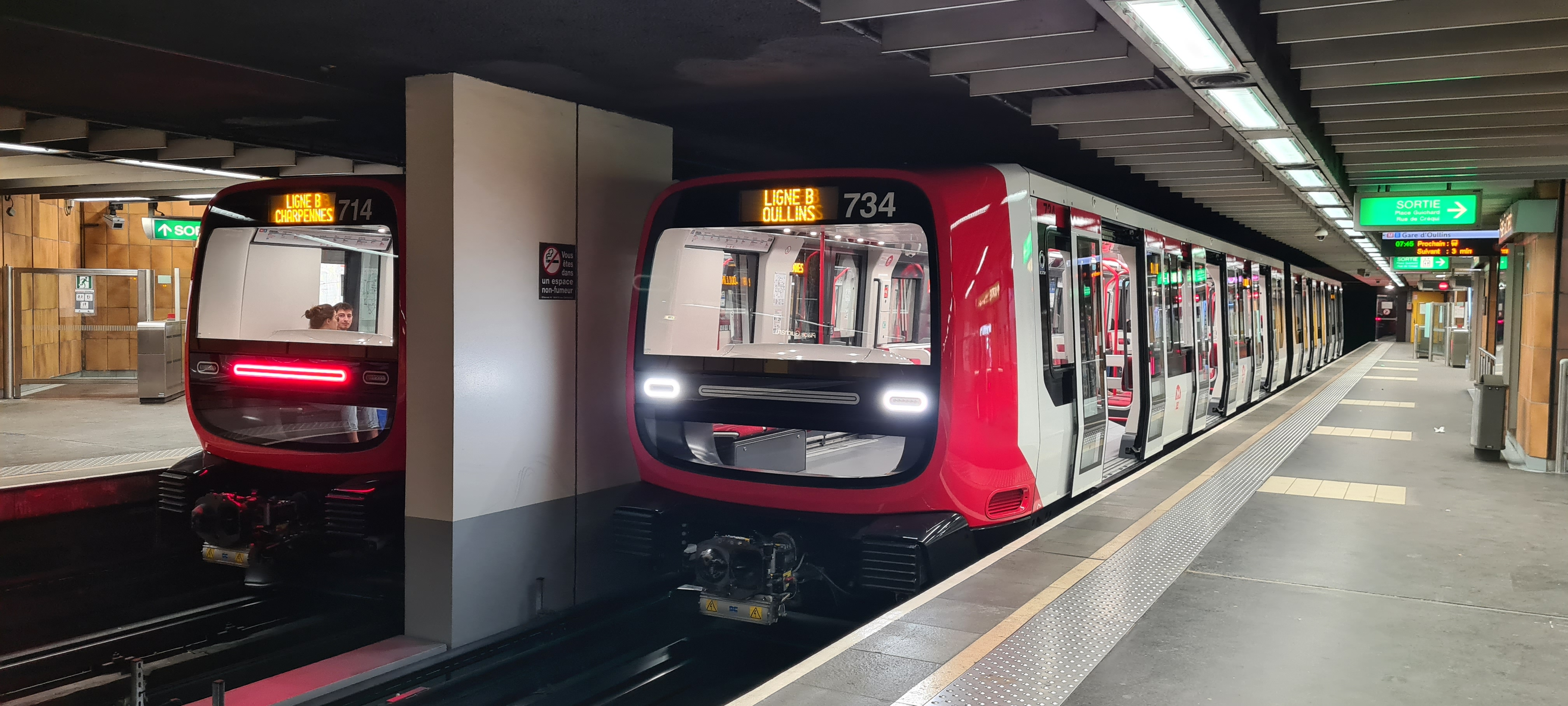
MPL 16 à la station Place Guichard

### Le personnel d'exploitation
Avant le passage au Pilotage automatique intégral (PAI) en 2022, 68 agents de conduite étaient nécessaires pour exploiter les lignes A et B un jour de semaine (hors vacances scolaires).
Les relèves de conducteurs de la ligne B s'effectuaient à la station Charpennes ; celles de la ligne A s'effectuent à la station Vaulx-en-Velin - La Soie.

### Propriété, financement et tarification
L'infrastructure et le matériel roulant sont propriété de SYTRAL Mobilités, autorité organisatrice des mobilités des territoires lyonnais, qui en a confié l'exploitation et l'entretien dans le cadre d'une délégation de service public à la société Keolis Lyon, filiale du groupe Keolis. SYTRAL Mobilités définit les conditions générales d'exploitation ainsi que la durée et la fréquence des services.
La tarification de base est identique sur tout le réseau et accessible avec les mêmes abonnements. Un ticket à l'unité permet un trajet simple quelle que soit la distance avec une ou plusieurs correspondances possibles avec les autres lignes de métro, funiculaire, tramway et bus dans la limite d'une heure. Si les deux lignes de funiculaire sont accessibles avec l'ensemble des tickets et abonnements du réseau TCL, un aller-retour sur une de ces deux lignes est aussi possible avec un ticket dédié dont le tarif est légèrement plus avantageux que l'achat de deux tickets à l'unité mais sans permettre de correspondance.

### Trafic
La fréquentation quotidienne de la ligne était de 133 000 voyageurs en octobre 2006.

## L'avenir de la ligne

### Prolongement au sud
À long terme, la ligne pourrait être prolongée davantage au sud vers une station P+R au niveau de l'autoroute A450 avec un nouvel échangeur à créer. Le projet de PDU 2017-2030 arrêté par le comité syndical du SYTRAL et présenté début 2017 prévoyait l'étude d'ici 2022 de l'opportunité d'un tel prolongement. En 2019, le SYTRAL proposait un prolongement de la ligne B jusqu'à l'A450 d'ici à 2035.

### Station fantômePlaine des Jeux
Dans le cadre des deux prolongements successifs de la ligne B vers le sud, la station fantôme Plaine des Jeux pour desservir le parc Henry-Chabert pourrait aussi voir le jour[réf. souhaitée]. SYTRAL Mobilités n'a pas planifié dans le temps l'ouverture éventuelle de cette station, qui pourrait même ne jamais voir le jour.

### Un prolongement au nord?
À plusieurs reprises dans l'histoire de la ligne, un prolongement au nord du terminus Charpennes a été envisagé, soit vers le campus de la Doua, soit vers Saint-Clair. Ces projets de prolongements n'ont cependant pas fait l'objet d'études approfondies, et ont été gelés au cours des années 1990.
Ces projets ont à nouveau été évoqués lors de la concertation sur la création des deux premières lignes de tramway (T1 et T2). Le débat y a notamment porté sur la desserte du campus de la Doua, et la pertinence du tramway vis-à-vis du métro pour desservir ce campus. À l'issue de l'enquête publique, le choix du tramway est finalement retenu.
L'idée d'un prolongement au nord, vers le quartier de Saint-Clair à Caluire, a été relancée début 2008 par Dominique Perben dans le cadre de la campagne pour les élections municipales[réf. nécessaire].
L'idée est relancée en 2019 par les élus du plateau de la Croix-Rousse, à nouveau avant les élections municipales. Elle s'appuie sur un rapport de prospective du SYTRAL qui propose cette fois un prolongement en plusieurs phases jusqu'à la gare de Sathonay - Rillieux et l'autoroute A46, pour une réalisation étalée entre 2035 et 2050. Les premières estimations tableraient sur une fréquentation de 70 000 passagers/jour sur ce nouveau tronçon,.
Il faut toutefois noter qu'une extension au nord se heurtera à la conception de la station Charpennes. En effet, le terminus de la ligne B est aujourd'hui situé au même niveau que la ligne A pour des raisons techniques et historiques. Une reconstruction de ce tronçon pour passer sous la ligne A sera donc indispensable à toute extension au-delà.

## Tourisme
La ligne B n'a pas une vocation touristique primordiale, du fait de son parcours situé en dehors de la partie historique de l'agglomération. Elle dessert cependant des quartiers présentant un certain intérêt et surtout un nombre important d'équipements. En particulier, elle dessert la gare de la Part-Dieu, qui est un point de passage de nombreux voyageurs.
La station Brotteaux est placée devant l'entrée du bâtiment voyageurs de l'ancienne gare des Brotteaux, qui était encore en service lors de l'ouverture de la ligne B. Depuis l'ouverture de la gare de la Part-Dieu, le bâtiment a perdu sa fonction d'origine, et il est aujourd'hui en partie classé monument historique.
Le quartier de la Part-Dieu est un centre économique et un pôle d'emploi important. Outre la gare, on y trouve un centre commercial et de nombreux équipements publics : bibliothèque municipale de Lyon, caisse d'allocations familiales, auditorium Maurice-Ravel, etc.
Au-delà de la voie ferrée, franchie à la place Jean-Macé, se trouve le quartier de Gerland, en profonde mutation et siège d'un certain nombre d'équipements sportifs et culturels. La ligne dessert ainsi l'ENS de Lyon, le pôle médical (laboratoire P4 Jean Mérieux, Sanofi Pasteur, futur Centre international de recherche sur le cancer), la Halle Tony-Garnier, le palais des sports et le stade de Gerland.
On retrouve à proximité de la gare d'Oullins : la médiathèque La Mémo, la MJC et le théâtre de la Renaissance.